# Barrow (mys)
Mys Barrow je mys, jenž odděluje od sebe Korunovační záliv a Bathurstskou zátoku v Nunavutu v Kanadě. Je pojmenován na počest arktického průzkumníka sira Johna Barrowa a místními Inuity je o něm referováno jako o Haninneku.
Společně s Flindersovým mysem byl pojmenován roku 1821 sirem Johnem Franklinem.